# Разсейване на Рейли
Разсейването на Релей (понякога наричано и разсейване на Рейли) е частен случай на разсейване на светлината или други електромагнитни вълни. Той представлява еластично разсейване от частици с диаметър, по-малък от дължината на падащата вълна. Такова разсейване се наблюдава при преминаването на слънчевата светлина през атмосферата на Земята, когато тя се разсейва от молекулите на атмосферните газове. Тъй като синята светлина има много по-малка дължина на вълната от червената светлина, тя се разсейва 15 – 16 пъти по-силно от червената и това обяснява синия цвят на земното небе. Явлението е наречено на британския физик Джон Уилям Стрът, лорд Релей, който го анализира през 1871 г.
За маса m със заряд q и собствена честота {\displaystyle \nu _{0}}, сечението на разсейването {\displaystyle \sigma _{R}} е пропорционално на четвъртата степен на честотата на разсейваната светлина {\displaystyle \nu }:
{\displaystyle \sigma _{R}={8\pi  \over 3}\left({q^{2} \over {mc^{2}}}\right)^{2}\left({\nu  \over {\nu _{0}}}\right)^{4}}.
Сечението {\displaystyle \sigma _{R}} зависи от ъгъла на разсейване {\displaystyle \theta } между посоката на падащите и разсейваните вълни:
{\displaystyle d\sigma _{R}(\theta )={3 \over 8}\sigma _{R}(1+\cos \theta ^{2})\sin \theta d\theta },
където разсеяната вълна е линейно поляризирана по посоката, перпендикулярна на равнината, преминаваща по посока на разпространение на падащата и разсеяната вълна. При разсейването от сферични частици (нееднородни) степента на поляризация p за неполяризираната падаща светлина е равна на:
{\displaystyle p={\sin ^{2}\theta  \over {1+\cos ^{2}\theta }}},
където за разсейване от издължени частици, на степента на поляризация влияе и тяхната ориентация.
Разсейването на Релей преминава в разсейване на Ми когато честотата на падащата светлина е приблизително равна на собствената честота на разсейващите частици.
В областта на телекомуникациите, загубите в оптичните кабели се дължат на разсейването на Релей.